# Dziura przy Piargu
Dziura przy Piargu – jaskinia, a właściwie schronisko, w Dolinie Kondratowej w Tatrach Zachodnich. Wejście do niej położone jest w zboczu Kopy Kondrackiej, w pobliżu Długiego Żlebu, powyżej Szczeliny w Kopie, na wysokości 1720 m n.p.m. Jaskinia jest pozioma, a jej długość wynosi 4,70 metrów.

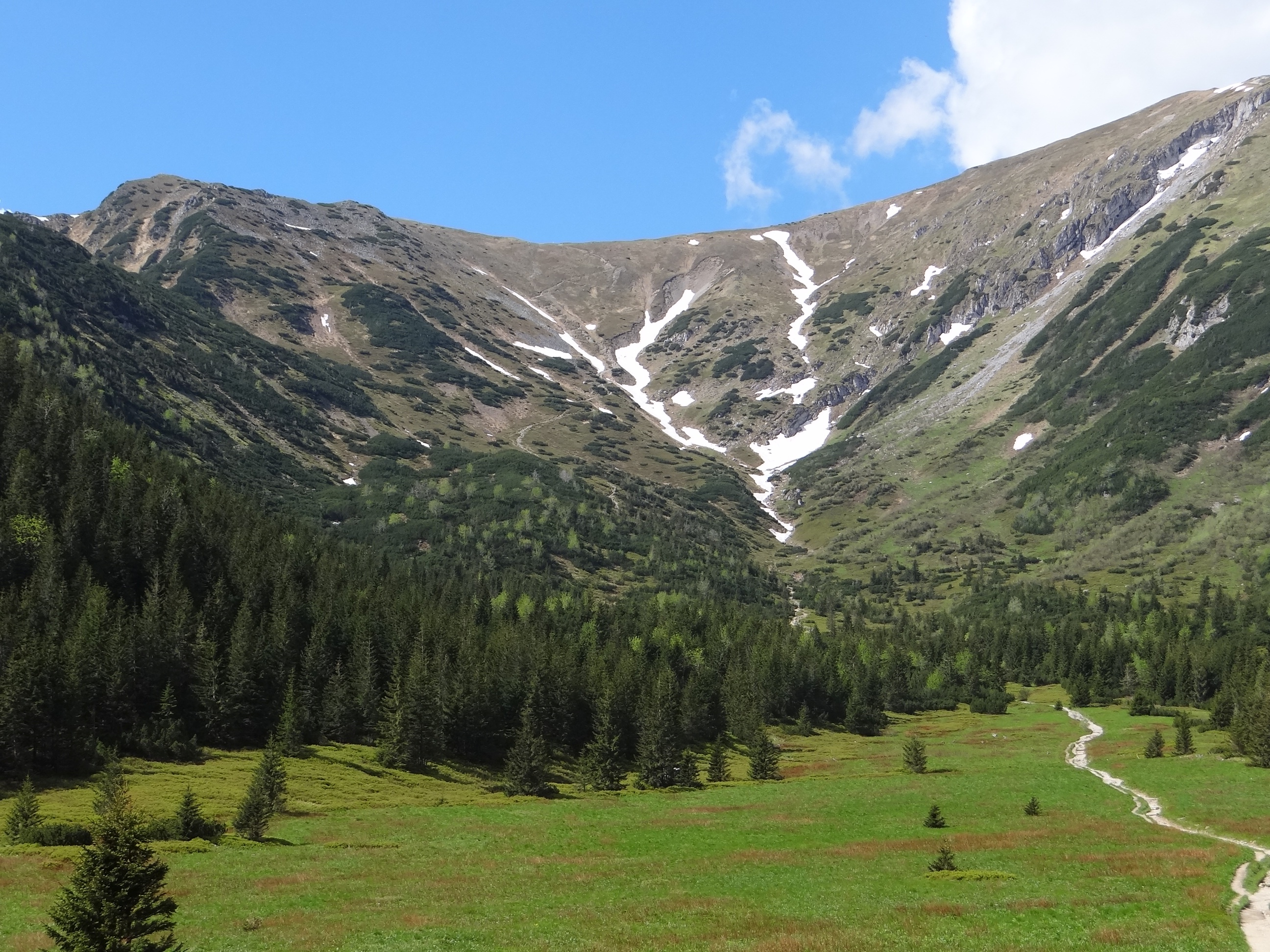
Widok z Polany Kondratowej na Długi Żleb i przełęcz pod Kopą Kondracką

## Opis jaskini
Jaskinię stanowi duża sala (4,7 m długości,  2,8 m szerokości, 1,5 m wysokości) do której prowadzi niski, trójkątny otwór wejściowy. 

## Przyroda
W jaskini brak jest nacieków. Roślinność nie była badana.

## Historia odkryć
Jaskinia była prawdopodobnie znana od dawna. Jej opis i plan sporządził Z. Tabaczyński w październiku 1999 roku.